# Шлухзе (Баден-Вюртемберг)
Шлу́хзе (нім. Schluchsee) — громада в Німеччині, в землі Баден-Вюртемберг. Назва від озера Шлухзе, на березі якого вона розташована.
Підпорядковується адміністративному округу Фрайбург. Входить до складу району Брайсгау - Верхній Шварцвальд. Населення становить 2538 чоловік (на 31 грудня 2010 року). Займає площу 69,44 км². Офіційний код — 08 3 15 102.

## Галерея

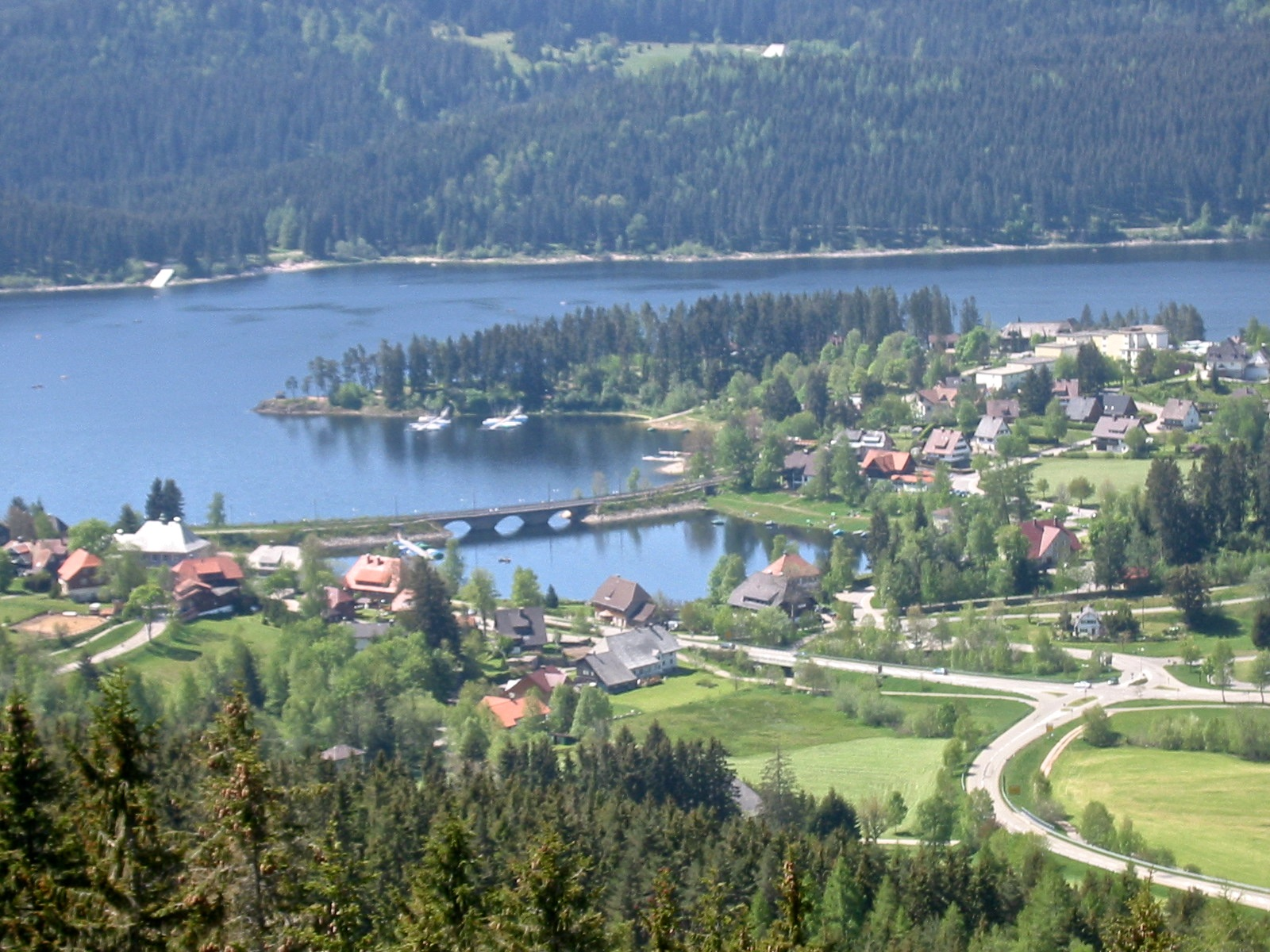
Шлухзе
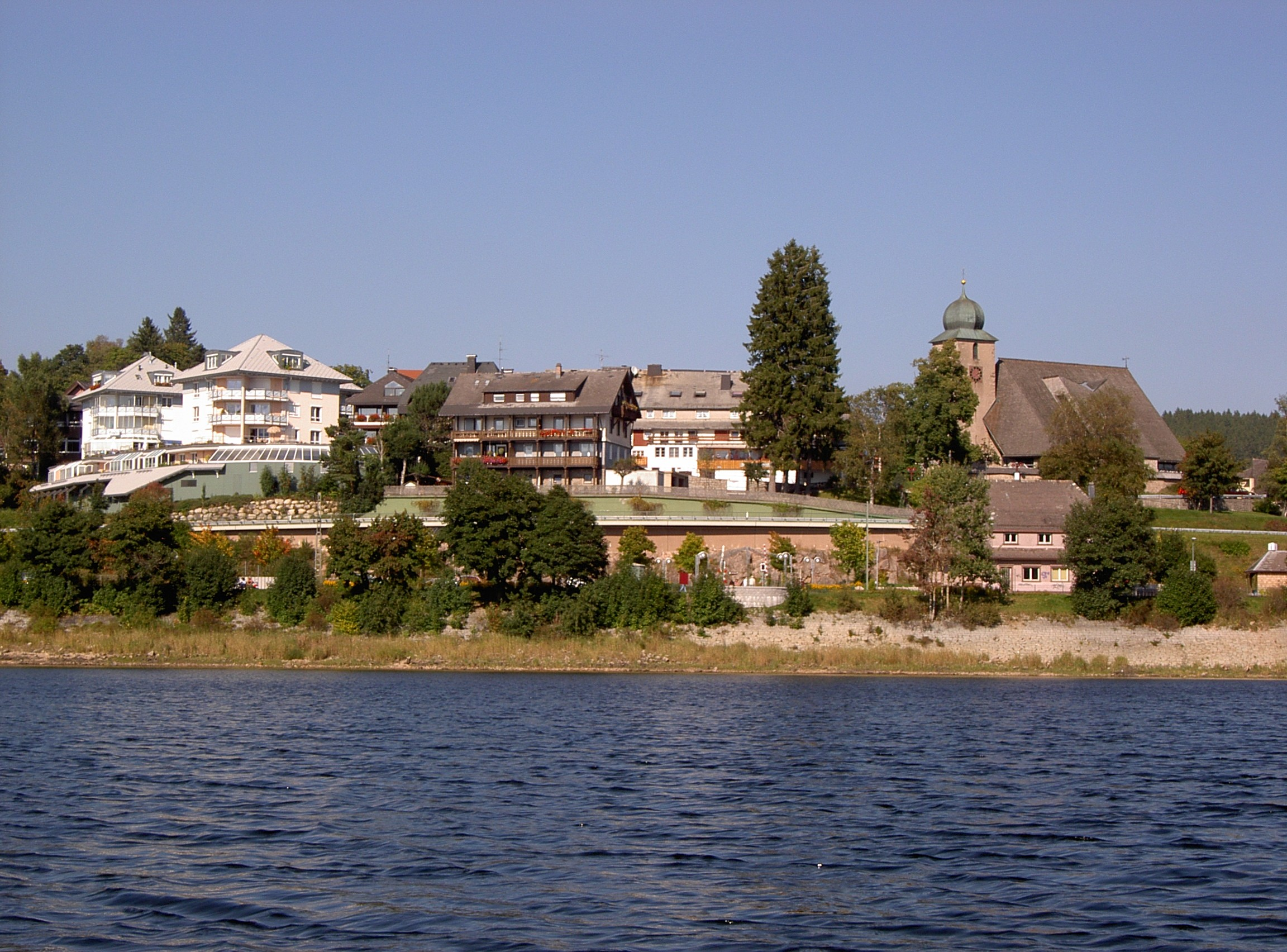
Шлухзе